# Camaquã (Porto Alegre)
Pour les articles homonymes, voir Camaquã (homonymie).

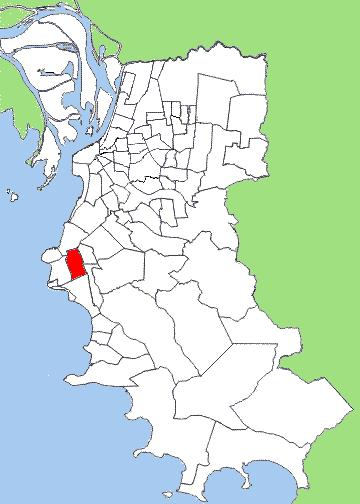
Emplacement du quartier Camaquã

Camaquã est un quartier de la ville de Porto Alegre, capitale de l'État du Rio Grande do Sul.
Il a été créé par la Loi 2022 du 07/12/1959.

## Données générales
- Population (2000) : 21.723 habitants[réf. nécessaire]
  - Hommes : 10.074
  - Femmes : 11.649
- Superficie : 224 ha
- Densité : 96,98 hab/ha

## Limites actuelles
Du point de rencontre des rues Tamandaré et Colonel Aristides, et, de là, jusqu'à la rue Colonel Massot puis au point de jonction des rues General Rondon et Marechal Hermes ; de cette dernière jusqu'à la rue Álvaro Guterres et à la marque géodésique du Morro do Osso ; ensuite, dans le sens Ouest/Est, jusqu'à la limite du quartier Ipanema en face de la Route João Salomoni, et, en direction Sud/Nord, jusqu'au point de rencontre de la route Vila Maria avec la rue João Mora puis, en passant par la rue Jaguari, jusqu'au point de convergence des rues Colonel Massot et Colonel Timóteo et retour au point de départ.

## Localisation
Il se situe dans la zone Sud de Porto Alegre, entre les quartiers de Cavalhada, Tristeza, Ipanema et Cristal.

## Présentation
Depuis son installation, le quartier compte une forte implication de ses habitants dans son animation. À travers cette action, la réalisation de projets notables fut possible à réaliser comme un grand nombre d'école et d'espace de loisirs.
De caractère essentiellement résidentiel, la zone est construite de maisons individuelles et d'édifices ne dépassant généralement pas trois étages. Actuellement, le quartier est bien organisé en termes de commerces et de services, et possède des écoles publiques et privées de premier et second degrés.
Camaquã est relié aux quartiers Cavalhada et Tristeza par l'avenue Otto Niemeyer, voie de communication essentielle pour le quartier.
Avec des rues très calmes, le quartier se caractérise pour n'être pas très loin du centre-ville, et se trouve donc être une bonne option pour les personnes désirant résider dans un endroit tranquille, mais pas complètement isolées des commodités d'une ville moderne.